# Andrej Csemez
Andrej Csemez (Dolné Saliby, 6 de mayo de 1998) es un deportista eslovaco que compite en boxeo. En los Juegos Europeos de Minsk 2019 obtuvo una medalla de bronce en la categoría de 75 kg.

## Palmarés internacional
| Juegos Europeos | Juegos Europeos     | Juegos Europeos   | Juegos Europeos |
| Año             | Lugar               | Medalla           | Categoría       |
| --------------- | ------------------- | ----------------- | --------------- |
| 2019            | Minsk (Bielorrusia) | Medalla de bronce | 75 kg           |